# Aspidoptera buscki
Aspidoptera buscki är en tvåvingeart som beskrevs av Daniel William Coquillett 1899. Aspidoptera buscki ingår i släktet Aspidoptera och familjen lusflugor. Inga underarter finns listade i Catalogue of Life.